# 깨어진 항아리

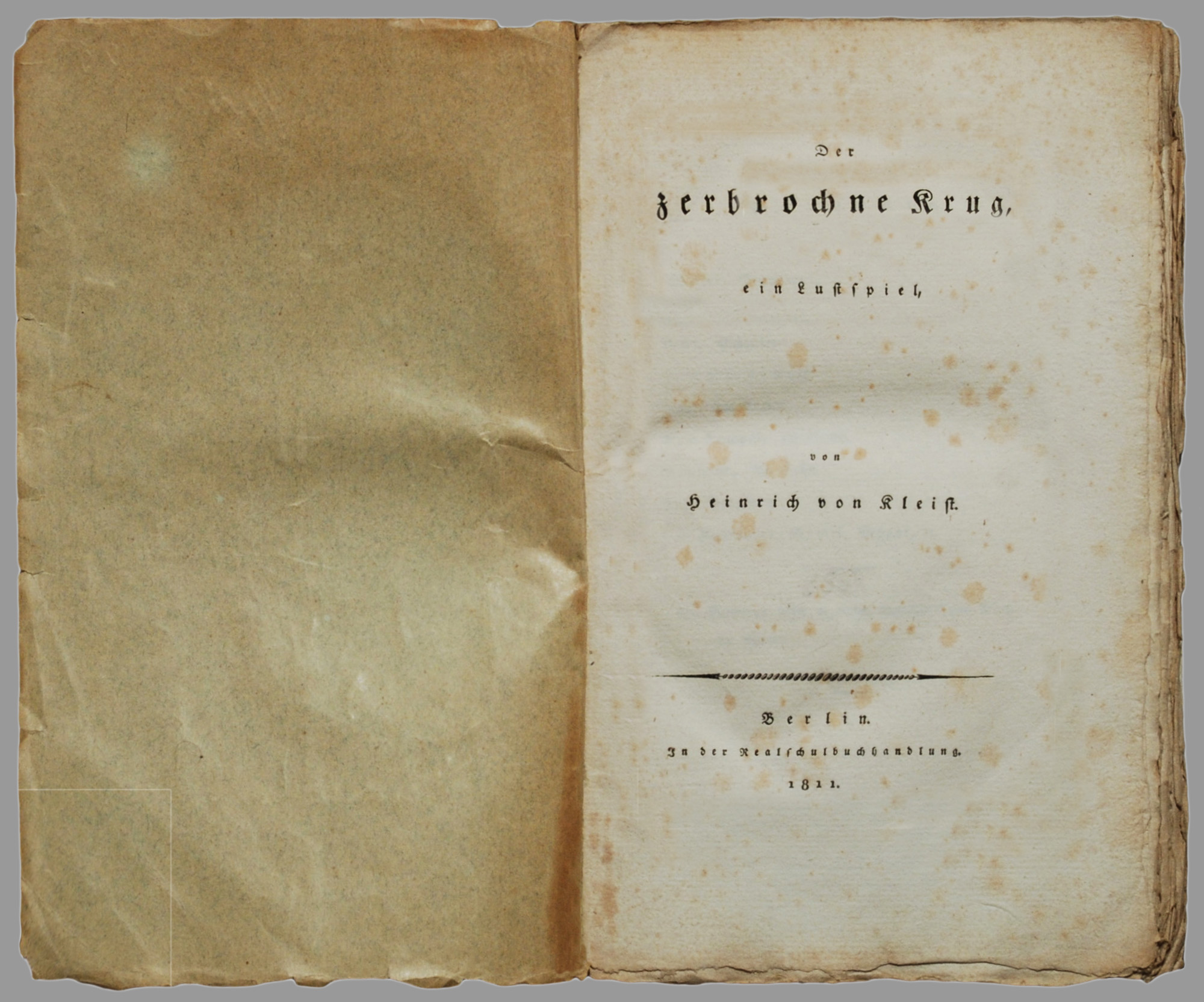
1811년판

《깨어진 항아리》(독일어: Der zerbrochne Krug)는 독일의 하인리히 폰 클라이스트가 쓴 클라이스트 1막 희극이다.
고트홀트 레싱의 <미나 폰 바른헬름>과 더불어 독일 2대 희극 중의 하나라고 일컬어진다. 시골 소읍의 구재판소(區裁判所)에서 ‘깨어진 항아리’에 대한 소송이 조사 진행됨에 따라 범인은 다른 사람이 아니라 재판관인 촌장(村長) 아담스 자신이고 이를 숨기려 하면 할수록 폭로되어 간다는 줄거리이다. 그리고 뻔뻔스럽고 교활하게 증거를 없애려고 하면 할수록, 한층 유력한 증거가 드러난다.
사건의 진상은 아담스가 밤중에 원고의 집에 침입해서 딸을 겁탈하려 하였으나 실패하고 도망칠 때 ‘항아리’를 깨고 창으로부터 뛰어내리는 모습이 처녀의 약혼자에게 발견되어 몽둥이로 구타를 당하나 한밤중이기 때문에 그 정체가 발각되지 않고 도망쳤던 사건이다.
이 작품의 특색은 ‘독일식 철저성’을 보이는 것으로 이로부터 유머가 솟아나온다는 것이다. 운문으로 쓰여진 최초의 독일 희극으로 전편 오각(五脚)의 억양격(抑揚格)으로 구성되어 있다.

## 참고 문헌
- Banham, Martin, ed. 1998. The Cambridge Guide to Theatre. Cambridge: Cambridge University Press. ISBN 0-521-43437-8.